# Ponta de Água
Ponta de Água est un quartier de la ville de Praia dans l'île de Santiago au Cap-Vert.

## Description
Ponta de Água est situé à 2 km au nord du centre-ville. 
Les quartiers voisins sont Montagarro au nord, Coqueiro et Castelão à l'est, Lem Cachorro au sud, Vila Nova au sud-ouest et Safende à l'ouest.

## Population
Au recensement de 2010, la localité comptait 8 682 habitants.

## Attractions
Le quartier a une équipe de football.